# Clear Lake (Illinois)
Pour les articles homonymes, voir Clear Lake.
Clear Lake est un village du comté de Sangamon en Illinois, à l'est de Springfield, la capitale de l’État.
Sa population était de 229 habitants en 2010.